# Konrad Bossard
Konrad Bossard (* 18. Januar 1802 in Zug; † 29. Juli 1859 ebenda) war ein Schweizer Politiker. Von 1853 bis zu seinem Tod gehörte er dem Nationalrat an. Ausserdem war er Regierungsrat des Kantons Zug und Stadtpräsident von Zug.

## Biografie

Sitzung der Tagsatzung in 1847: Landammann Bosshardt hinten links (Nr. 9)

Der Sohn des Eisenwarenhändlers und Politikers Johann Franz Kaspar Bossard besuchte Schulen in Zug und Neuenburg, danach studierte er in Genf. Zusammen mit seinem Bruder Martin übernahm er das väterliche Eisenwarengeschäft in Zug (aus diesem entwickelte sich in der zweiten Hälfte des 20. Jahrhunderts die Bossard Holding). Als Vertreter der gemässigten Liberalen wurde Bossard 1833 in den Zuger Kantonsrat gewählt, dem er bis 1847 angehörte. Er gehörte 1837 zu den Mitgründern der liberalen «Mittwochsgesellschaft», verliess diese aber vier Jahre später unter dem Eindruck des Zürcher Straussenhandels und der Wirren im Kanton Wallis. Allmählich wandelte er sich zu einem katholisch-konservativen Föderalisten.
Von 1834 bis 1838 amtierte Bossard als Verhörrichter, von 1837 bis 1840 erstmals als Stadtpräsident von Zug. Er präsidierte von 1838 bis 1844 die kantonale Verwaltungskammer. Ab 1839 war er Zuger Gesandter an die Tagsatzung, ab 1845 Mitglied der Kantonsregierung. Er vertrat entschieden die Interessen des Sonderbunds und sass während des Sonderbundskriegs in dessen Kriegsrat, strebte aber auch einen Ausgleich an. Nach Kriegsende und dem liberalen Umsturz im November 1847 verlor Bossard alle seine Ämter. Doch bereits ein Jahr später zog er wieder in den Kantonsrat ein, den er 1852/53 und 1856/57 präsidierte. Ab 1849 amtierte er erneut als Stadtpräsident von Zug.
Nachdem die Konservativen 1850 wieder an die Macht gelangt waren, sass Bossard wieder in der Kantonsregierung (abwechselnd mit seinem innerparteilichen Gegenspieler Franz Hegglin als Landammann und Statthalter). Er galt als Führungspersönlichkeit der gemässigten Katholisch-Konservativen. Im Juli 1853 kandidierte er mit Erfolg bei einer Nachwahl und zog in den Nationalrat ein, dem er die folgenden sechs Jahre angehörte.